# Cistia, Brăila
Cistia este un sat în comuna Frecăței din județul Brăila, Muntenia, România.